# Josef Erben
Josef Erben, češki geograf in statistik, * 29. april 1830, Kostelec nad Orlicí, Češka, † (?) 1908, Praga.  

## Življenje in delo
Po končani Univerzi v Pragi, bil nekaj let gimnazijski profesor, nato docent za statistiko na praški tehniki (1862-1875), leta 1865 je postal kustos zbirke zemljevidov češkega muzeja, 1870 pa ravnatelj statistične pisarne mesta Prage, kar je ostal do smrti.
Zastopal je Prago na mednarodnih statističnih kongresih, svetoval mednarodnemu statističnemu zavodu, skupaj s Palackým je ustvaril češko znanstveno geografsko in statistično literaturo in pomagal pri ustvarjanju češke terminologije za matematiko in fiziko. Izdal je mnogo knjig, zemljevidov, atlasov, in globusov. Leta 1865 je izdal Vévodství Korutany a Krajina v geograficko-statistickém a historickém přehledu, ki ga je Slovenska matica s pomočjo Cigaleta izdala 1866 v razširjenem prevodu. Njegove ponudbe, da na enak način obdela tudi ostale slovenske pokrajine, matica sicer ni sprejela, pač pa je iz nje dobila inicijativo za izdajo serije Slovenska zemlja. 